# Preis der LiteraTour Nord
Der mit 15.000 Euro dotierte Preis der LiteraTour Nord wird seit 1993 jährlich an einen deutschsprachigen Schriftsteller vergeben.
Der Preis wird zum Abschluss der ebenfalls jährlich stattfindenden Lesereise „LiteraTour Nord“ verliehen, die von verschiedenen öffentlichen Kultureinrichtungen, Buchhandlungen sowie den Universitäten in Bremen, Hannover, Lübeck, Lüneburg und Oldenburg veranstaltet wird, seit 2010 zudem in Rostock sowie seit 2020 in Osnabrück. Der Preis wird von der VGH-Stiftung ausgelobt und in Hannover verliehen. Begleitend finden Lehrveranstaltungen an den genannten Universitäten statt.
Für den Preis der LiteraTour Nord stehen jeweils die sechs Autoren der aktuellen Tour zur Wahl. Über die Vergabe entscheidet eine Jury, die aus Vertretern der Veranstalter, den Moderatoren sowie der VGH Stiftung besteht. Außerdem hat das Publikum die Möglichkeit zur Stimmabgabe.

## Preisträger
- 1993 Bernd Eilert für Windige Passagen
- 1994 W.G. Sebald für Die Ausgewanderten
- 1995 Wilhelm Genazino für Die Obdachlosigkeit der Fische
- 1996 Anne Duden für Wimpertier und Der wunde Punkt im Alphabet
- 1997 Robert Gernhardt für Herz in Not
- 1998 Christoph Hein für Von allem Anfang an
- 1999 Emine Sevgi Özdamar für Die Brücke vom Goldenen Horn
- 2000 Dirk von Petersdorff für Bekenntnisse und Postkarten
- 2001 Josef Haslinger für Das Vaterspiel
- 2002 Bodo Kirchhoff für Parlando
- 2003 Liane Dirks für Vier Arten meinen Vater zu beerdigen
- 2004 Hartmut Lange für Leptis Magna
- 2005 Terézia Mora für Alle Tage
- 2006 Karl-Heinz Ott für Endlich Stille
- 2007 Thomas Hürlimann für Vierzig Rosen
- 2008 Katja Lange-Müller für Böse Schafe
- 2009 Jenny Erpenbeck für Heimsuchung
- 2010 Matthias Politycki für Jenseitsnovelle
- 2011 Iris Hanika für Das Eigentliche
- 2012 Gregor Sander für Winterfisch
- 2013 Marica Bodrožić für Kirschholz und alte Gefühle
- 2014 Ralph Dutli für Soutines letzte Fahrt
- 2015 Michael Köhlmeier für Zwei Herren am Strand
- 2016 Ulrich Schacht für Grimsey
- 2017 Tilman Rammstedt für Morgen mehr
- 2018 Lukas Bärfuss für Hagard
- 2019 Joachim Zelter für Im Feld
- 2020 Ulrike Draesner[1] für Kanalschwimmer
- 2021 Iris Wolff für Die Unschärfe der Welt
- 2022 Judith Hermann für Daheim
- 2023 Fatma Aydemir für Dschinns
- 2024 Deniz Utlu für Vaters Meer
- 2025 Clemens Meyer für Die Projektoren